# 葉蓁 (宣德進士)
葉蓁（？年—？年），字永茂。南直隸徽州府歙縣（今屬安徽省黃山市）人，明朝政治人物。以勤快謹慎著名。

## 生平
宣德二年（1427年）丁未科第三甲第三十五名同進士出身。授行人司行人。
遷監察御史，持守法紀剛正不阿。出任貴州巡按御史。當年貴州旱災，葉蓁曝曬在烈日之下親自祈雨，果真降下大雨。不久後染病卒。